# Live at Summit Studios
Live at Summit Studios, Denver, March 12, 1972 – album koncertowy King Crimson, wydany 12 listopada 2002 roku nakładem Discipline Global Mobile jako podwójny CD. Stanowi część serii wydawniczej „The King Crimson Collectors' Club” (nr 9).

## Album

### Historia
Podczas trasy koncertowej King Crimson po Stanach Zjednoczonych i Kanadzie w listopadzie i grudniu 1971 roku w zespole doszło do konfliktów personalnych i w efekcie do jego rozpadu po powrocie do Wielkiej Brytanii. Jednak z uwagi na zobowiązania kontraktowe menadżerowie King Crimson wymusili na zespole udanie się w 1972 roku w kolejną, dwumiesięczną trasę koncertową po Stanach Zjednoczonych. Po jej zakończeniu Robert Fripp rozwiązał zespół, pomimo że Burrell i Wallace wyrazili chęć kontynuowania współpracy. 2 marca 1972 roku zespół zarejestrował koncert dla radia w Denver. Wykonał kilka własnych utworów: „Pictures of a City”, „21st Century Schizoid Man” i „Sailor's Tale” oraz improwizacje: jazzowo-funkowy „Summit Going On” oraz cover Pharoah Sandersa „The Creator Has a Master Plan”.

### Lista utworów
Lista i informacje według Discogs:
| 1. | Pictures Of A City (Fripp, Sinfield) | 9:38    |
|    | |         |
| 2. | Cadence And Cascade (Fripp, Sinfield) | 4:46    |
|    | |         |
| 3. | Groon (Fripp) | 13:49   |
|    | |         |
| 4. | 21st Century Schizoid Man (Fripp, Lake, McDonald, Giles, Sinfield) | 10:10   |
|    | |         |
| 5. | Improv: Summit Going On (Fripp, Collins, Burrell, Wallace) | 11:39   |
|    | |         |
| 6. | My Hobby | 1:31    |
|    | |         |
| 7. | Sailor's Tale (Fripp) | 6:52    |
|    | |         |
| 8. | The Creator Has A Master Plan (Pharoah Sanders, Leon Thomas, arranged by: Fripp, Collins, Burrell, Wallace) Including Improv: Summit & Something Else (Fripp, Collins, Burrell, Wallace) | 15:26   |
|    | |         |
|    | | 1:13:51 |
|    | |         |
- nagrano w Summit Studios, Denver
- do albumu dołączono 12-stronicową książeczkę

### Muzycy
- Robert Fripp – gitara, melotron
- Mel Collins – saksofon, flet, melotron
- Boz Burrell – gitara basowa, główny wokal
- Ian Wallace – perkusja, chórki

### Pozostałe informacje
- informacje na okładce – Ian Wallace
- projekt okładki – Hugh O'Donnell
- edycja cyfrowa – Alex R. Mundy
- produkcja – David Singleton, Robert Fripp

## Odbiór

### Opinie krytyków
| Recenzje      | Recenzje |
| Publikacja    | Ocena    |
| ------------- | -------- |
| AllMusic      | [ 1 ]    |
| Prog Archives | [ 5 ]    |
| Teraz Rock    | [ 4 ]    |

Według Lindsaya Planera z AllMusic „dźwięk [albumu] jest nieskończenie lepszy, ponieważ pochodzi z wielościeżkowej taśmy zrealizowanej przed emisją, a nie z nagrywanych w tym czasie bootlegów. Glownym punktem albumu są – jego zdaniem – improwizacje „Summit Going On”, w którym swoimi umiejętnościami popisali się basista Boz Burrell i perkusista Ian Wallace oraz cover Pharaoh Saundersa „The Creator Has a Master Plan”, utrzymany w jazzowo-bluesowym klimacie.
Również Jordan Babula z magazynu Teraz Rock zwraca uwagę na dźwięk oceniając że „nagrania są znakomicie zrealizowane i prezentują zespół w zaskakująco dobrej formie”. Autor podkreśla znakomitą technikę zespołu, zmiany aranżacyjne i improwizacje w „Pictures Of A City” i „Cadence And Cascade”, a zwłaszcza solówkę Wallace’a w „Groon”. Natomiast improwizacje „Summit Going On” oraz „Summit & Something Else” są – jego zdaniem – „raczej mało emocjonujące”.
W podobnym tonie recenzuje album Neu!mann z Prog Archives: „ta transmisja radiowa na żywo w stacji, nagrana w Kolorado podczas ich ostatniej trasy po USA, przedstawia szczery i zaskakująco zabawny portret grupy rzekomo w nieładzie, a jako miły bonus brzmi o wiele lepiej niż subbootlegowe nagrania koncertowe na pośmiertnym albumie „Earthbound”. Zapomnij o wszystkim, co mogłeś przeczytać o tym, że jest to nieszczęśliwy kwartet niedopasowanych talentów, podzielonych przez twórcze tarcia: ten zestaw uchwycił ich w szczytowej formie i w dobrych nastrojach”.